# マイ・ライフ (メアリー・J. ブライジのアルバム)
『マイ・ライフ』（My Life）は、1994年11月に発売されたメアリー・J. ブライジの2枚目のスタジオ・アルバム。
前作のデビュー・アルバム『ホワッツ・ザ・411?』(What's the 411?)のプロデューサー、ショーン・パフィ・コムズの他、チャッキー・トンプソンがメインのプロデュースを担当し、1970年代のR&Bクラシックを意識したサウンドと、ストリート・ヴァイブを融合させた作品となった『マイ・ライフ』は、R&Bアルバムチャートで8週間1位、全米アルバムチャートでは7位を記録、売上げ的にもデビュー・アルバム同様、300万枚超えのトリプル・プラチナ・アルバムとなった。
第38回グラミー賞でも「最優秀R&Bアルバム賞」にノミネートされ、惜しくも次点で受賞できなかったものの、『マイ・ライフ』は何年経ってもR&Bの名盤として人気が根強く、収録楽曲の全体的な完成度の高さや魅力的なアルト・ボーカルが醸し出す独特の世界観からメアリー・J. ブライジのアルバム中で最高傑作に挙げる評価が多い。全世代のアルバムを対象とした各種のオールタイム・ランキングにも入り、ローリングストーン誌のオールタイム・ランキング500では2020年版で126位に食い込むなど（1999年・2003年 279位、2012年 281位）、彼女のキャリアを代表する筆頭作品となっている。
その時々の精神状態が作品に反映されやすい自伝的性質を持つアーティストであるメアリーは、このアルバム制作中、ドラッグ依存や鬱症状、最愛の恋人K-Ciヘイリーとの関係の悩みなどを抱え「人生の最悪期だった」とされ、そうした苦しい悲痛な叫びや生の感情が特に顕著に歌に託されているため、皮肉にも『マイ・ライフ』は聴く者の心を打つまぎれもない傑作アルバムとなっている。

## コンセプト
デビュー・アルバムではメアリーは楽曲制作に関わらなかったが、『マイ・ライフ』から歌手のメアリー本人も作詞などで13曲参加している。デビュー・アルバムの成功で「クイーン・オブ・ヒップホップ・ソウル」という称号を受けてはいても、「私は普通の、歌が好きなホーム・ガール」と言うメアリー自身が、現実に経験している恋愛の悩みや様々な悲しみを歌に込め、真実の愛や心の安らぎを求め探して本当の自分を見つけようとするホーム・ガールの繊細な揺れる心（エモーショナル）をテーマにしたものとなっている。
サウンド的には、1970年代ソウルの愛好家であるチャッキー・トンプソンが多くを制作に関わり、70年代のR&Bクラシックを意識した楽曲作り（サンプリングも含め）となっている。エグゼクティブ・プロデューサーのショーン・パフィ・コムズ曰く、「クワイエット・ストームが生まれ、生演奏の楽器がファンクを生んだ」70年代であり、「（7歳だった）メアリー・J. ブライジが、歌こそ自分の人生と確信した」70年代は「何もかもが良き時代だった」と語っている。
メアリー自身も「このアルバムには70年代の音楽に対する思い出がいっぱい詰まっている」として、子供時代に母親の影響でよく聴いていたスティーヴィー・ワンダー、アレサ・フランクリン、チャカ・カーン、グラディス・ナイト、メイヴィス・ステイプルズ、ロイ・エアーズなどの曲などを挙げながらアルバムのコンセプトを語っている。なお、日本盤の帯コピーは「ザ・クイーン・オブ・ヒップホップ・ソウル第2弾。」である。

## トラック・リスト
| #         | タイトル                                                                             | 作詞・作曲 | プロデューサー | 時間  |
| --------- | ------------------------------------------------------------------------------------ | --- | --- | ----- |
| 1.        | 「イントロ」(Intro)                                                                  | メアリー・J. ブライジ | チャッキー・トンプソン、 ショーン・パフィ・コムズ                                                                 | 1:05  |
| 2.        | 「メアリー・ジェーン (オール・ナイト・ロング)」(Mary Jane)                           | メアリー・J. ブライジ、 リック・ジェームス、 ギャンブル&ハフ | チャッキー・トンプソン、 ショーン・パフィ・コムズ                                                                 | 4:39  |
| 3.        | 「ユー・ブリング・ミー・ジョイ」(You Bring Me Joy)                                   | メアリー・J. ブライジ、 JoJo・ヘイリー、 ネルソン・ピグフォード、 エクンダヨ・パリス                                                                               | チャッキー・トンプソン、 ショーン・パフィ・コムズ                                                                 | 4:14  |
| 4.        | 「マーヴィン・インタールード」(Marvin Interlude)                                     | メアリー・J. ブライジ | チャッキー・トンプソン、 ショーン・パフィ・コムズ                                                                 | 0:36  |
| 5.        | 「アイム・ジ・オンリー・ウーマン」(I'm The Only Woman)                               | メアリー・J. ブライジ、 カーティス・メイフィールド | チャッキー・トンプソン、 ショーン・パフィ・コムズ                                                                 | 4:30  |
| 6.        | 「K.マーレ―・インタールード」(K. Murray Interlude)                                   | ケイス・マーレ― | ナシーム・マイリック、 チャッキー・トンプソン、 ショーン・パフィ・コムズ                                          | 0:23  |
| 7.        | 「マイ・ライフ」(My Life)                                                            | メアリー・J. ブライジ、 アーリーン・デルバイエ、 ロイ・エアーズ | チャッキー・トンプソン、 ショーン・パフィ・コムズ                                                                 | 4:17  |
| 8.        | 「ユー・ガッタ・ビリーヴ」(You Gotta Believe)                                        | メアリー・J. ブライジ、 ビッグ・バブ(トゥデイ)、 フェイス・エヴァンス、 K-Ciヘイリー、 ハーブ・ハミルトン                                                          | ハーブ・ハミルトン、 チャッキー・トンプソン、 ショーン・パフィ・コムズ                                            | 5:02  |
| 9.        | 「アイ・ネヴァー・ウォナ・リヴ・ウィズアウト・ユー」(I Never Wanna Live Without You) | メアリー・J. ブライジ、 ビッグ・バブ、 フェイス・エヴァンス、 ハーブ・ハミルトン                                                                                   | ハーブ・ハミルトン、 チャッキー・トンプソン、 ショーン・パフィ・コムズ                                            | 6:17  |
| 10.       | 「アイム・ゴーイン・ダウン」(I'm Goin' Down)                                         | ノーマン・ホィットフィールド | チャッキー・トンプソン、 ショーン・パフィ・コムズ、 プリンス・チャールズ・アレキサンダー、 マーク・レッドフォード | 3:42  |
| 11.       | 「マイ・ライフ・インタールード」(My Life Interlude)                                  | メアリー・J. ブライジ、 ビッグ・バブ | チャッキー・トンプソン、 ショーン・パフィ・コムズ                                                                 | 1:15  |
| 12.       | 「ビー・ウィズ・ユー」(Be with You)                                                  | メアリー・J. ブライジ | チャッキー・トンプソン、 ショーン・パフィ・コムズ                                                                 | 4:27  |
| 13.       | 「メアリーズ・ジョイント」(Mary's Joint)                                             | メアリー・J. ブライジ、 ショーン・パフィ・コムズ、 ミルク&ギズ(オーディオ・トゥー)                                                                                 | チャッキー・トンプソン、 ショーン・パフィ・コムズ                                                                 | 5:02  |
| 14.       | 「ドント・ゴー」(Don't Go)                                                           | メアリー・J. ブライジ、 ビッグ・バブ、 フェイス・エヴァンス、 テディー・ライリー、 ジーン・グリフィン、 アーロン・ホール、 ティミー・ギャトリング(ガイ)、 デバージ | チャッキー・トンプソン、 ショーン・パフィ・コムズ                                                                 | 5:00  |
| 15.       | 「アイ・ラヴ・ユー」(I Love You)                                                     | メアリー・J. ブライジ、 ショーン・パフィ・コムズ、 アイザック・ヘイズ                                                                                              | チャッキー・トンプソン、 ショーン・パフィ・コムズ                                                                 | 4:31  |
| 16.       | 「ノー・ワン・エルス」(No One Else)                                                  | K-Ciヘイリー、 アル・グリーン | ミスター・ダルヴィン(ジョデシィ)                                                                                  | 4:15  |
| 17.       | 「ビー・ハッピー」(Be Happy)                                                         | メアリー・J. ブライジ、 アーリーン・デルバイエ、 ショーン・パフィ・コムズ、 ジーン・クラウデ・オリバー(トラックマスターズ)、 カーティス・メイフィールド            | ショーン・パフィ・コムズ、 Poke(トラックマスターズのジーン・クラウデ・オリバー)                                   | 5:51  |
| 合計時間: | 合計時間:                                                                            | 合計時間: | 合計時間: | 65:06 |

| #   | タイトル                                                          | 作詞・作曲                                                     | プロデューサー           | 時間 |
| --- | ----------------------------------------------------------------- | -------------------------------------------------------------- | ------------------------ | ---- |
| 18. | 「ナチュラル・ウーマン」((You Make Me Feel Like) A Natural Woman) | ジェリー・ゴフィン、 キャロル・キング、 ジェリー・ウェクスラー | ジェームズ・エムトゥーメ | 2:56 |

## 収録曲解説
1. トラック1「イントロ」は、デビュー・アルバム『ホワッツ・ザ・411?』(What's the 411?)の冒頭と同じように、メアリーの家の留守電で始まるパターンである[注釈 2]。今回の着信はショーン・パフィ・コムズ1人で、「メアリー、電話に出ろ出ろ」というパフィの促しに「何んなの、パフィ？」とメアリーが直に応答に出ると、パフィがいろいろしゃべった後に「スタジオで10時に会おう」と言うアルバムのイントロになっている[4][13]。バックに流れている音楽は、翌1995年にリリースされるノトーリアス・B.I.G.の「フー・ショット・ヤ?」(Who Shot Ya?)の一部がサンプリングとして使われている[13]。ノトーリアス・B.I.G.はパフィのレーベル・バッド・ボーイ・レコード所属し、この『マイ・ライフ』のプロデューサーのチャッキー・トンプソン（英語版）とパフィのプロデュースでデビューしたラッパーである[4][注釈 3]。
2. トラック2「メアリー・ジェーン (オール・ナイト・ロング)」では、メアリーはややバリトンの音域に近いサラ・ボーン的な歌い方を若干見せているのと、自分本来の優しいアルトのトーンとが心地よいナンバーである[4]。シングルカットされたこの曲はメアリー自身による作詞・作曲で、プロデュースはこのアルバムの収録曲のほとんどを担当しているチャッキー・トンプソンとパフィによるものである[4]。サンプリングには、リック・ジェームスが作詞・作曲した1983年のメリー・ジェーン・ガールズのヒット曲「オール・ナイト・ロング」(All Night Long)を全体的な基調としてコーラス込みで採用し、イントロにはギャンブル&ハフが作詞・作曲した1978年のテディ・ペンダーグラスの曲「クローズ・ザ・ドア」(Close the Door)がサンプリングされている[4][14]。ちなみに、LL・クール・Jをフィーチャリングしたリミックス版「メアリー・ジェーン (オール・ナイト・ロング)」は、その後ジェイ・Zの1998年の曲「オンリー・ア・カスタマー」(Only a customer)にサンプリングされた[15][16]。
3. トラック3「ユー・ブリング・ミー・ジョイ」は、ファンクなリズムとメアリーのメロディアスなボーカルとが見事に調和した好ナンバーでシングルとしてヒット曲であるが、そのリズムのサンプリングは、ネルソン・ピグフォード（英語版）とエクンダヨ・パリス（英語版）が制作したバリー・ホワイトの1977年のヒット曲「エクスタシー」(It's Ecstasy When You Lay Down Next to Me)が使われている[4][17]。バック・コーラスは楽曲制作もしたJoJo・ヘイリー（英語版）が担当した他、メアリーの姉・ラトーニャ・ブライジ（英語版）もコーラス参加している[4][17]。
4. トラック4「マーヴィン・インタールード」は、プロデューサーのチャッキー・トンプソンがインストゥルメントを演奏している[4]。チャッキー・トンプソンはパフィの片腕として頭角を現したプロデューサーである[4]。こうしたインタールードを挟むことで次のトラックへの自然なテンポの流れとなっている。
5. トラック5「アイム・ジ・オンリー・ウーマン」は、カーティス・メイフィールドが1972年に制作した「ギブ・ミー・ユア・ラヴ」(Give Me Your Love)がサンプリングされている[4][18]。その「ギブ・ミー・ユア・ラヴ」のハープの入っているサウンドが「水の中にいるような感じになって、青い世界が見えるような気持ちにさせてくれる曲」だとメアリーは昔を思い出しながら語っている[4]。このトラック5もメアリーの姉・ラトーニャがバック・ボーカルをしている[4][18]。
6. トラック6「K.マーレ―・インタールード」は、ケイス・マーレ―（英語版）の短いラップと、最後にパフィの言葉で構成されている[19]。サンプリングには、ケイス・マーレと繋がりのあるエリック・サーモンの「テル・Em」(Tell 'Em)と、トラック1にも少しサンプリングされているノトーリアス・B.I.G.の「フー・ショット・ヤ?」(Who Shot Ya?)が採用されているが、この「フー・ショット・ヤ?」にはデイビッド・ポーター（英語版）の「アイム・アフレイド・ザ・マスカレード・イズ・オーバー」(I’m Afraid The Masquerade is Over)がサンプリングとして含まれている[19]。
7. トラック7「マイ・ライフ」は、アルバムのタイトル・トラックとなるスローな曲で、「When you're feeling down, you should never fake it/Say what's on your mind and you'll find in time/That all the negative energy」（気持ちしている時にはその気分を決してごまかず、心の内を言葉にして言えばそのうち否定的なエナジーは消えると分かるわ」というメッセージ的なフレーズを含む曲だが、コーラス部に「If you looked at my life/And see what I see (Oh, you will see I'm so blue)」（あなたが私の人生を見たのなら、私が見ているものがわかるでしょう。ああ、私がとても気落ちしてるのが）とアドリブ入りでも歌われているので、自分自身の言い聞かせの意味も感じ取れる曲である[20]。サンプリングには、ロイ・エアーズが作詞・作曲した1976年の曲「エヴリボディ・ラヴズ・ザ・サンシャイン」(Everybody Loves the Sunshine)が、「My life, my life, my life, in the sunshine」というフレーズ込みで使われている[20][4]。「エヴリボディ・ラヴズ・ザ・サンシャイン」は、メアリー自身がジョデシィ（英語版）とのロンドンのツアーで歌ったことがあり、この曲は父親を思い起こさせるなつかしい曲だという[4]。
8. トラック8「ユー・ガッタ・ビリーヴ」は、メアリーの他、トゥデイ（英語版）)のメンバーで本名・Frederick Lee Drakefordのビッグ・バブ（英語版）や、フェイス・エヴァンス（ノトーリアス・B.I.G.の妻）、メアリーの恋人でジョデシィのメンバーのK-Ciヘイリー（英語版）らが作詞に関わり、ハーブ・ハミルトン（英語版）が作曲している[21][4]。その他、K-Ciヘイリーの相棒のJoJo・ヘイリーもトラック3と同様にバック・ボーカルに参加している超大作で、メアリーの味わい深い洗練されたボーカル・センスが特に光る珠玉のバラード・ナンバーとなっている[4]。
9. トラック9「アイ・ネヴァー・ウォナ・リヴ・ウィズアウト・ユー」も、トラック8同様にメアリー自身がメインに作詞し、ハーブ・ハミルトンが作曲した曲で、ジャズのエッセンスが漂いながらも女心が切々と歌われているバラード・ナンバーとなっている[4]。ハーブ・ハミルトンは、これら『マイ・ライフ』中盤の好ナンバーを制作をしたことで名前が広く知られるようになった[22]。「I never wanna live without you, baby」（あなたなしでは生きていけないの）と哀切に歌うメアリーのボーカルに、K-Ciヘイリーのことを深く思い詰め、恋に身を焦がしている様がありありと感じられる楽曲となっている[10]。
10. トラック10「アイム・ゴーイン・ダウン」は、去っていった恋人を思いながら徐々に落ち込んでいくやるせない心情を歌っている失恋の歌ながらも曲調は明るく、メアリーの母国アメリカでは観客が一緒に合唱するような覚えやすいメロディーラインの曲で、ノーマン・ホィットフィールドによる作詞・作曲の1976年のローズ・ロイス（英語版）の原曲のカバー・ソングである[4][23]。アルバムからシングルカットされ、R&Bチャート13位を記録した[24]。
11. トラック11「マイ・ライフ・インタールード」は、タイトル・トラックのインタールードで、「Oh oh, ooh oh, thank you, thank you/Oh, this is my life (This is my life)/You are my life (You are my life)/You are my life」（ああ、ありがとう、ああ、これが私の人生、あなたは私の人生）とソウルフルに詠じるメアリーの人生の苦しみ悲しみ、そして喜びも感じ取れるものとなっている[4]。
12. トラック12「ビー・ウィズ・ユー」には、サンプリングにドクター・ドレーの1992年の曲「ハイ・パワード」(High Powered)がイントロやバックにさりげなく使われている曲だが[25]、メアリー作詞の歌詞は、「I can't deal with the fact that/You don't want me around/Why you wanna see me down?」（あなたが私をそばに置きたがらないことが私にはよく解らない、どうしたあなたは私をこんなに落ち込ませるの？）という率直な恋の悩みが綴られ、感情を込めて歌うメアリーのけなげさが伝わる曲である[4]。
13. トラック13「メアリーズ・ジョイント」も、トラック12と同様、冷たいK-Ciヘイリーへの思いを込めた歌詞の内容となっており、ゆったりしたシンプルな美しいアレンジのメロディーに、ミルク&ギズ（英語版）(オーディオ・トゥー（英語版）)の「トップ・ビリン」(Top Billin')のリズムの一部がサンプリングされている[4]。「トップ・ビリン」は、ファースト・アルバムからのシングル「リアル・ラヴ」にもサンプリングされていたが、この「メアリーズ・ジョイント」では「リアル・ラヴ」のような前面的な目立つサンプリングではない。ちなみに「メアリーズ・ジョイント」はその後、ドレイクの2016年の曲「ウエストン・ロード・フローズ」(Weston Road Flows)にサンプリングされた[26]。
14. トラック14「ドント・ゴー」は、楽曲全体に「Baby, don't go」（行かないで）という小さな呟きが散りばめられ悲しく繰り返されている切ない別離の曲であるが[10]、曲によって声質が幅広くアレンジされうるメアリーの男顔負けのボーカル・ワークのすごさや、その声の魅力が堪能できる楽曲でもある[4]。曲のサンプリングには、ニュージャックスウィングで一世を風靡したバンド・ガイの1988年の曲で、彼らが制作した「グッバイ・ラヴ」(Goodbye Love)が使われている[4][27][10]。その他、デバージの「ステイ・ウィズ・ミー」(Stay with Me)の中の一節がコーラス部にサンプリングされ、ドニー・マクラーキン（英語版）の「スピーク・トゥ・マイ・ハート」(Speak To My Heart)もサンプリングされている[27]。
15. トラック15「アイ・ラヴ・ユー」は、離れてしまった恋人（K-Ciヘイリー）に「I still love you」（今でもあなたを愛している）と歌を通して訴えている歌詞であるが、所々で聞こえるメアリーの詠嘆のような声や、「You know I really really miss you」（本当に、本当にあなたが恋しいのよ）と悲しくこだまするボーカルが印象的で、シングル・ヒットした曲である[24]。イントロなどのノスタルジックな響きを持つピアノの音色は、アイザック・ヘイズが制作した1970年の曲「アイクズ・ムード・アイ」(Ike’s Mood I)がサンプリング使用されている[10][28]。このアイザック・ヘイズの曲は、DJ ハリウッド（英語版）の1987年の曲「ハリウッズ・ワールド」 (Hollywood's World)にもサンプリングされていて、「アイ・ラヴ・ユー」はどちらかというと「ハリウッズ・ワールド」のアレンジに近い感もある[注釈 4]。
16. トラック16「ノー・ワン・エルス」は、アルバムが終わりに差し掛かっているのを予感させるミディアム・テンポの落ちついたナンバーで、ジョディシィのメンバー・ミスター・ダルヴィン（英語版）のプロデュースにより、メアリーの恋人のK-Ciヘイリーが作詞を担当し、「No one else/Can do me like you do me」（他には誰もあなたのように私を扱える人はいないわ）というコーラス・フレーズが繰り返されているが、「Many are called but the chosen are few/The best of the few is you」（神に呼ばれる人々は多いけれど選ばれる人は少なく、あなたはその数少ない一人）、「Baby, your time is so perfect/Why in the hell I deserve it?/Keep on doin' what you do」（あなたの人生はそりゃあ完璧よ、でも何故それを私が受け入れなければならないの？ あなたは自分の生き方を貫いていって）というフレーズもあったりする楽曲である[29][4]。サンプリングにはアル・グリーンの「フリー・アンド・ラスト」(Free at Last)が使われ、イントロや間奏部で何度か出てくる「There is no competition」（報いは何もない、勝ち目はない）というフレーズは、ダグ・E・フレッシュとスリック・リックの1985年の曲「ラ・ディ・ダ・ディ」(La Di Da Di)からのボーカル・サンプリングとなっている[29]。
17. トラック17「ビー・ハッピー」は、パフィの他、トラックマスターズ（英語版）のメンバー・Poke（英語版）ことジーン・クラウデ・オリバーがプロデュースし、先行シングルとしてヒットしたナンバーであるが、イントロや伴奏のファンクと甘美さが融合したリズムはカーティス・メイフィールドの1979年の曲「ユー・アー・ソー・グッド・トゥ・ミー」(You're So Good To Me)が基調としてサンプリングされ[4]、他にもマーヴィン・ゲイの1976年の曲「アイ・ウォント・ユー」(I Want You)がサンプリングされている[30]。このカーティス・メイフィールドのサウンドとメアリーのボーカルが調和したポテンシャルの高い曲を最後の収録曲として置いたことでアルバムの余韻がより印象深いものになっているが、「Happy (幸せ)」を求めているみんなのためにこの曲を作ったとメアリーは語っている[4]。そんな曲でも、「Oh, I cannot hide the way I feel inside(No, I don't know why)/I don't know why but every day I wanna cry(Every day I wanna cry)」（ああ、私は自分の心の内を隠すことができない。なぜだか分からないけれど毎日泣きたくなるのよ）というフレーズなどに、様々なことに悩む自身の素直な感情が吐露されている曲である[4][30]。バック・ボーカルは姉のラトーニャが担当している[4][30]。
18. 国際盤のボーナストラック18「ナチュラル・ウーマン」は、メアリーの憧れのアレサ・フランクリンが1967年に歌ったヒット曲のカバー・ナンバーで、アメリカの人気ドラマ『ニューヨーク・アンダーカヴァー』(New York Undercover)のオリジナル・サントラから1995年にシングルカットされた曲である[10]。日本では次の3枚目のアルバム『シェア・マイ・ワールド』(Share My World)にボーナストラックとして収録され、企画アルバムの『バラッズ』(Ballads)にも収録されている。

## チャート記録
| チャート(1994-1995)                                                          | 最高位 |
| ---------------------------------------------------------------------------- | ------ |
| アメリカ「ビルボード200・アルバムチャート」(Billboard 200)                   | 7      |
| アメリカ「トップR&B/ヒップホップ・アルバムチャート」(Top R&B/Hip-Hop Albums) | 1      |
| イギリス「UKアルバムチャート」(UK Albums Chart)                              | 59     |
| カナダ「カナディアン・アルバムチャート」(Canadian Albums Chart)              | 37     |
| オランダ「アルバム・トップ100」(Dutch Album Top 100)                         | 69     |

## オールタイム・ランキング評価
| 出版媒体（国）                                                    | ランキング名称                                                                                   | 位  | 発表年度 |
| ----------------------------------------------------------------- | ------------------------------------------------------------------------------------------------ | --- | -------- |
| ベンダー誌（米） (Blender)                                        | オールタイム・グレイテスト・アメリカンアルバム100 (The 100 Greatest American Albums of All time) | 57  | 2002     |
| エンターテインメント・ウィークリー誌（米） (Entertainment Weekly) | 1983年-2008年・ベストアルバム100 (The 100 Best Albums from 1983 to 2008)                         | 70  | 2008     |
| ローリングストーン誌（米） (Rolling Stone)                        | エッセンシャル・女性アルバム50 (50 Essential Female Albums)                                      | 17  | 2002     |
| ローリングストーン誌（米） (Rolling Stone)                        | 90年代・グレイテストアルバム100 (The 100 Greatest Albums of the 90s)                             | 63  | 2010     |
| ローリングストーン誌（米） (Rolling Stone)                        | オールタイム・グレイテストアルバム500 (The 500 Greatest Albums of All Time)                      | 126 | 2020     |
| ザ・ニュートン誌（英） (New Nation)                               | 黒人アーティスト・トップ100アルバム (Top 100 Albums by Black Artists)                            | 38  | 2012     |
| フナック（仏） (FNAC)                                             | オールタイム・ベストアルバム1000 (The 1000 Best Albums of All Time)                              | 862 | 2008     |

## 受賞・ノミネート
- 第23回アメリカン・ミュージック・アワード (American Music Awards of 1996)
  - 最人気ソウル/R&Bアルバム賞 (Favorite Soul/R&B Album)ノミネート

- 第38回グラミー賞 (38th Annual Grammy Awards)
  - 最優秀R&Bアルバム賞 (Best R&B Album)ノミネート

- 1996年ソウル・トレイン・ミュージック・アワード (1996 Soul Train Music Awards)
  - 最優秀R&B/ソウル・アルバム賞-女性部門 (Best R&B/Soul Album – Female)受賞
  - 最優秀R&B/ソウル・シングル賞-女性部門  (Best R&B/Soul Single – Female)ノミネート - 「アイム・ゴーイン・ダウン」

- 1996年米国作曲家作詞家出版者協会賞 (ASCAP)
  - 最優秀パフォーマンス・楽曲賞 (Most Performed Songs)受賞 - 「ビー・ハッピー」

- 1995年ビルボード・イヤー・エンド賞 (Billboard Year-End)
  - 最優秀R&B/ソウル/ヒップホップ・アルバム賞 (Billboard Year-End number-one singles and albums)受賞